# Браун, Чарльз (боксёр)
Чарльз Бра́ун (англ. Charles Brown; 28 февраля 1939, Цинциннати) — американский боксёр полулёгкой весовой категории, выступал за сборную США в конце 1950-х — середине 1960-х годов. Бронзовый призёр летних Олимпийских игр в Токио, серебряный и бронзовый призёр Панамериканских игр, чемпион национального первенства.

## Биография
Чарльз Браун родился 28 февраля 1939 года в городе Цинциннати, штат Огайо. Активно заниматься боксом начал в раннем детстве, затем продолжил подготовку во время службы в Корпусе морской пехоты. На международной арене дебютировал в 1959 году, в полулёгком весе выиграл серебряную медаль на Панамериканских играх в Чикаго. Четыре года спустя съездил на Панамериканские игры в Сан-Паулу, откуда привёз медаль бронзового достоинства.
В 1964 году Браун стал чемпионом США среди любителей и благодаря череде удачных выступлений на отборочных соревнованиях удостоился права защищать честь страны на летних Олимпийских играх в Токио. На Олимпиаде сумел дойти до стадии полуфиналов, после чего со счётом 1:4 проиграл филиппинцу Энтони Вильянуэве. Получив бронзовую олимпийскую медаль, вскоре принял решение завершить карьеру спортсмена. В отличие от большинства своих соотечественников, Чарльз Браун не стал переходить в профессиональный бокс, вместо этого он предпочёл службу в вооружённых силах.